# مانفريد شميد
مانفريد شميد (بالألمانية: Manfred Schmid) (20 فبراير 1971 فيينا النمسا - ) هو لاعب كرة قدم نمساوي يلعب كلاعب وسط.

## وصلات خارجية
مانفريد شميد على موقع قاعدة بيانات كرة القدم.إي يو (الإنجليزية)
- مانفريد شميد على موقع Soccerway.com (الإنجليزية)
- مانفريد شميد على موقع عالم كرة القدم.نت (الإنجليزية)